# Ressu-Gymnasium
Das Ressu-Gymnasium (finn. Ressun lukio) ist eine finnische Lehranstalt des zweiten Schulgrades (Schuljahre 10 bis 12). Das Gebäude des Gymnasiums liegt im Zentrum Helsinkis. Das Gymnasium wurde 1891 unter dem Namen Finnisches Realgymnasium Helsinki (Helsingin Suomalainen Reaalilyseo) gegründet, um ein Gegengewicht zu den auf Latein und Geisteswissenschaften konzentrierten Schulen zu bilden. Es gehört zu den ältesten finnischsprachigen Gymnasien Finnlands und war die erste auf moderne Sprachen und Naturwissenschaften spezialisierte Schule der finnischen Hauptstadt. Heute beherbergt die Schule rund 680 Schüler.

## Bekannte Schüler
- Väinö Tanner (1881–1966), der spätere finnische Ministerpräsident besuchte von 1892 an das Finnische Realgymnasium in Helsinki und schloss 1900 als Klassenbester das Abitur ab